# Thysanotus (plant)
Thysanotus is een geslacht van vaste planten uit de aspergefamilie (Asparagaceae). De meeste soorten komen voor in Australië, maar enkele soorten komen voor in Nieuw-Guinea, Zuidoost-Azië en het zuidelijke deel van China.

## Soorten
- Thysanotus acerosifolius Brittan
- Thysanotus admirabilis Jian Wang ter
- Thysanotus anceps Lindl.
- Thysanotus arbuscula Baker
- Thysanotus arenarius Brittan
- Thysanotus asper Lindl.
- Thysanotus banksii R.Br.
- Thysanotus baueri R.Br.
- Thysanotus brachiatus Brittan
- Thysanotus brachyantherus Brittan
- Thysanotus brevifolius Brittan
- Thysanotus chinensis Benth.
- Thysanotus cymosus Brittan
- Thysanotus dichotomus (Labill.) R.Br.
- Thysanotus elatior R.Br.
- Thysanotus exfimbriatus Sirisena, Conran & T.D.Macfarl.
- Thysanotus exiliflorus F.Muell.
- Thysanotus fastigiatus Brittan
- Thysanotus formosus Brittan
- Thysanotus fractiflexus Brittan
- Thysanotus fragrans (Brittan) Sirisena, Conran & T.D.Macfarl.
- Thysanotus gageoides Diels
- Thysanotus glaucifolius Brittan
- Thysanotus glaucus Endl.
- Thysanotus gracilis R.Br.
- Thysanotus isantherus R.Br.
- Thysanotus isantherus R.Br.
- Thysanotus juncifolius (Salisb.) J.H.Willis & Court
- Thysanotus kalbarriensis T.D.Macfarl., C.J.French & Conran
- Thysanotus lavanduliflorus Brittan
- Thysanotus manglesianus Kunth
- Thysanotus multiflorus R.Br.
- Thysanotus newbeyi Brittan
- Thysanotus nudicaulis Brittan
- Thysanotus parviflorus Brittan
- Thysanotus patersonii R.Br.
- Thysanotus pauciflorus R.Br.
- Thysanotus pseudojunceus Brittan
- Thysanotus pyramidalis Brittan
- Thysanotus racemoides Sirisena, T.D.Macfarl. & Conran
- Thysanotus ramulosus Brittan
- Thysanotus rectantherus Brittan
- Thysanotus sabulosus Brittan
- Thysanotus scaber Endl.
- Thysanotus sparteus R.Br.
- Thysanotus speckii Brittan
- Thysanotus spiniger Brittan
- Thysanotus tenellus Endl.
- Thysanotus tenuis Lindl.
- Thysanotus teretifolius Brittan
- Thysanotus thyrsoideus Baker
- Thysanotus triandrus (Labill.) R.Br.
- Thysanotus tuberosus R.Br.
- Thysanotus unicupensis Sirisena, T.D.Macfarl. & Conran
- Thysanotus vernalis Brittan
- Thysanotus virgatus Brittan
- Thysanotus wangariensis Brittan